# Persone di nome Tito/Politici
| Questa pagina contiene informazioni ricavate automaticamente dalle voci biografiche con l'ausilio del template Bio e di un bot. L'aggiornamento è periodico e automatico e ricostruisce completamente la pagina. Se manca una persona in questa lista, sei pregato di non aggiungerla, ma accertati piuttosto che la sua voce biografica contenga il template Bio e che i dati anagrafici siano correttamente compilati. Se il template Bio manca, inseriscilo tu stesso o, in alternativa, metti l'avviso {{tmp\|Bio}} che ne segnala la mancanza. Se i dati riportati sono sbagliati, correggi direttamente la voce biografica; le modifiche saranno visibili in questa lista entro pochi giorni. Per chiarimenti vedi il progetto antroponimi. La lista contiene solo le 70 persone che sono citate nell'enciclopedia e per le quali è stato implementato correttamente il template Bio. Pagina aggiornata al 6 ago 2025. |

Questa è una lista di persone presenti nell'enciclopedia che hanno il nome Tito e sono politici.

## A(3)
- Tito Albucio, politico, filosofo e oratore romano
- Tito Annio Lusco Rufo, politico romano
- Tito Antonio Merenda, politico romano

## B(2)
- Tito Ampio Balbo, politico romano
- Tito Bottà, politico italiano (Cosio Valtellino, n. 1943 - † 2015)

## C(10)
- Tito Cacace, politico italiano (Napoli, n. 1800 - Napoli, † 1892)
- Tito Cesare Canovai, politico e prefetto italiano (Prato, n. 1888 - Prato, † 1972)
- Tito Quinzio Peno Capitolino Crispino, politico romano
- Tito Cesernio Stazio Quinzio Staziano Memmio Macrino, politico romano
- Tito Quinzio Cincinnato Capitolino, politico romano
- Tito Quinzio Cincinnato Capitolino, politico e militare romano
- Tito Claudio Marco Aurelio Aristobulo, politico e funzionario romano
- Tito Flavio Clemente, politico romano (Roma, † 95)
- Tito Quinzio Crispino Sulpiciano, politico romano
- Tito Quinzio Peno Capitolino Crispino, politico romano († 208 a.C.)

## D(1)
- Tito Didio, politico e militare romano (Roma - Ercolano, † 89 a.C.)

## E(2)
- Tito Ebuzio Helva, politico e militare romano
- Tito Erminio Aquilino, politico e militare romano (Lago Regillo, † 496 a.C.)

## F(3)
- Tito Quinzio Flaminino, politico romano
- Tito Quinzio Flaminino, politico romano
- Tito Flavio Postumio Tiziano, politico romano

## G(2)
- Tito Geganio Macerino, politico romano
- Tito Genucio Augurino, politico romano

## L(3)
- Tito Larcio, politico e generale romano
- Tito Lucrezio Tricipitino, politico e militare romano (Roma)
- Tito Annio Lusco, politico romano

## M(8)
- Tito Manlio Torquato, politico romano († 299 a.C.)
- Tito Manlio Torquato, politico romano
- Tito Giovanni Marchetti, politico e magistrato italiano (n. 1879)
- Tito Masi, politico sammarinese (San Marino, n. 1949)
- Tito Menenio Agrippa Lanato, politico romano
- Tito Menenio Lanato, politico romano
- Tito Menichetti, politico italiano (Pisa, n. 1815 - Castelfranco di Sotto, † 1889)
- Tito Annio Milone, politico romano (Cassano all'Ionio, † 48 a.C.)

## N(2)
- Tito Oro Nobili, politico italiano (Magliano Sabina, n. 1882 - Roma, † 1967)
- Tito Numicio Prisco, politico e militare romano

## O(4)
- Tito Okello, politico e generale ugandese (Nam Okora, n. 1914 - Kampala, † 1996)
- Tito Orsini, politico e avvocato italiano (Genova, n. 1815 - Capriata d'Orba, † 1896)
- Tito Otacilio Crasso, politico e generale romano
- Tito Otacilio Crasso, politico e generale romano († 211 a.C.)

## P(1)
- Tito Flavio Postumio Varo, politico e militare romano

## Q(7)
- Quieto, politico romano (Emesa, † 261)
- Tito Quinzio Capitolino Barbato, politico e generale romano
- Tito Quinzio Capitolino Barbato, politico e militare romano (Roma)
- Tito Quinzio Capitolino Barbato, politico e militare romano (Roma)
- Tito Quinzio Cesernio Stazio Macedo Quinziano, politico romano
- Tito Quinzio Cesernio Stazio Macedo, politico romano
- Tito Quinzio Peno Cincinnato, politico e militare romano (Roma)

## R(1)
- Tito Romilio Roco Vaticano, politico e militare romano

## S(8)
- Tito Flavio Sabino, politico romano
- Tito Flavio Sabino, politico romano
- Tito Sextio Magio Laterano, politico romano
- Tito Sicinio Sabino, politico e militare romano
- Veio Tito Sicinio, politico romano (Roma)
- Tito Sinibaldi, politico e avvocato italiano (Amelia, n. 1859 - Spoleto, † 1940)
- Vestricio Spurinna, politico romano († 105)
- Tito Statilio Tauro Corvino, politico romano

## T(5)
- Tito Flavio Postumio Quieto, politico romano
- Tito Flavio Sabino, politico romano (Roma antica, † 69)
- Tito, politico romano
- Tito Vinio, politico e militare romano (n. 12 - Roma, † 69)
- Tito Manlio Torquato, politico romano († 202 a.C.)

## V(7)
- Tito Verginio Tricosto Celiomontano, politico romano
- Tito Verginio Tricosto Celiomontano, politico romano
- Tito Verginio Tricosto Rutilo, politico e militare romano († 463 a.C.)
- Tito Veturio Crasso Cicurino, politico romano
- Tito Veturio Gemino Cicurino, politico e militare romano
- Tito Veturio Gemino Cicurino, politico e militare romano († 462 a.C.)
- Tito Volturcio, politico e magistrato romano (Crotone - Roma, † 63 a.C.)

## Z(1)
- Tito Zaniboni, politico italiano (Monzambano, n. 1883 - Roma, † 1960)